# پژو ۵۰۴
پژو ۵۰۴ (به انگلیسی: Peugeot 504) یک خودرو از کمپانی فرانسوی پژو است. پژو ۵۰۴ در آفریقا سال‌های طولانی مونتاژ و عرضه شد و فروش قابل توجهی در این قاره داشت.
این خودرو به شرح زیر تولید شده‌است:
- اروپا: ۱۹۶۷–۱۹۸۳
- آرژانتین: ۱۹۶۹–۱۹۹۹
- چین: ۱۹۷۹–۱۹۹۷
- نیجریه: ۱۹۶۸–۲۰۰۵
- کنیا: ۱۹۶۸–۲۰۰۴

از مکان‌های مونتاژ این خودرو می‌توان به فرانسه، گوانگ‌ژو، جمهوری خلق چین، شیلی، بوئنوس آیرس، آرژانتین، نیجریه، مومباسا، کنیا، رود تیمز، نیوزیلند، ملبورن و استرالیا را نام برد. طراحی آن خودروهای موتور جلو-محور عقب بوده‌است. طراح این خودرو الدو برووارونه از شرکت پینینفارینا بوده‌است.
این خودرو بامصرف و قیمت مناسب همچنین خرج و استهلاک کم گزینه مناسبی برای خانواده‌های متوسط دنیا به‌شمار می‌آمد این خودرو یک خودروی کلاسیک تمام عیار و برای بسیاری از مالکان آن کوهی از خاطره و گنجینه‌ای با ارزش است. و هنوز در کشورهای آفریقایی مانند مصر مورد استفاده قرار می‌گیرد.
پژو ۵۰۴ مانند بسیاری از خودروهای زیبای عصر خود در استودیوی ایتالیایی پینین فارینا توسط طراح ارشد Aldo Brovarone طراحی شده‌است. او اعلام کرد که برای طراحی چراغهای جلو این خودرو از چشمان سوفیا لورن الهام گرفته‌است.
این خودرو دیفرانسیل عقب با سواری و راحتی بهتر و همچنین فضای بسیار زیاد در مقایسه با هم گیشان جدیدتر چون پژو ۴۰۵ گزینه بسیار مناسبی برای دهه ۷۰بود.
این خودرو با حجم تقریبی 1800cc و با تولید ۹۲ اسب بخار با انتخاب گیربکس بسیار هماهنگ و با انتخاب ضرایب دنده مناسب چه در مدلGLو چه در مدلLباسقف سرعت تقریبی 165KM/h حتی با استانداردهای امروزی نیز خودرویی مناسب است.
قابل ذکر است که این خودرو با مهندسی دقیق فرمانی حتی نرم‌تر از بعضی گونه‌های هیدرولیک دارد. این خودرو جانشین پژو ۴۰۴ است که در سال ۱۹۶۸ در پاریس معرفی شد و در بسیاری از کشورها از جمله ایران فروش خوبی داشت، شاید چون خودروی کم خرج و کم مصرفی بوده و مناسب برای قشر متوسط. حتی هنوز هم تعدادی از این خودروها در خیابان‌ها وجود دارند.
این خودروی دیفرانسیل عقب با حجم موتور ۱٫۸ و با تولید ۹۲ اسب بخار و با حداکثر سرعت ۱۶۱ در چهار مدل سدان، کوپه، کابریولت و استیشن تولید شده‌است.
بعد از پژو ۵۰۴، پژو ۵۰۵ در سال ۱۹۷۹ تولید شد، این خودرو بسیار شبیه به پژو ۵۰۴ تولید شده. جعبه دندهٔ پژو ۵۰۴ و پژو ۵۰۵، به دو صورت اتومات و دستی است.
در ایران این خودرو به همراه پژو ۴۰۴ به پژو آخوندی معروف هستند زیرا به‌دلیل کم خرج و کم مصرف بودن و استهلاک پایین، شمار زیادی از روحانیون در گذشته این دو مدل را خریداری می‌کردند.
در دهه ۱۳۶۹ شمسی در ایران از موتور ۱۸۰۰ سی سی و قوای محرکه این خودرو به مدت ۷ سال در پیکان به علت نبود موتور استفاده می‌شد که به پیکان پژویی معروف شد.

## نگارخانه

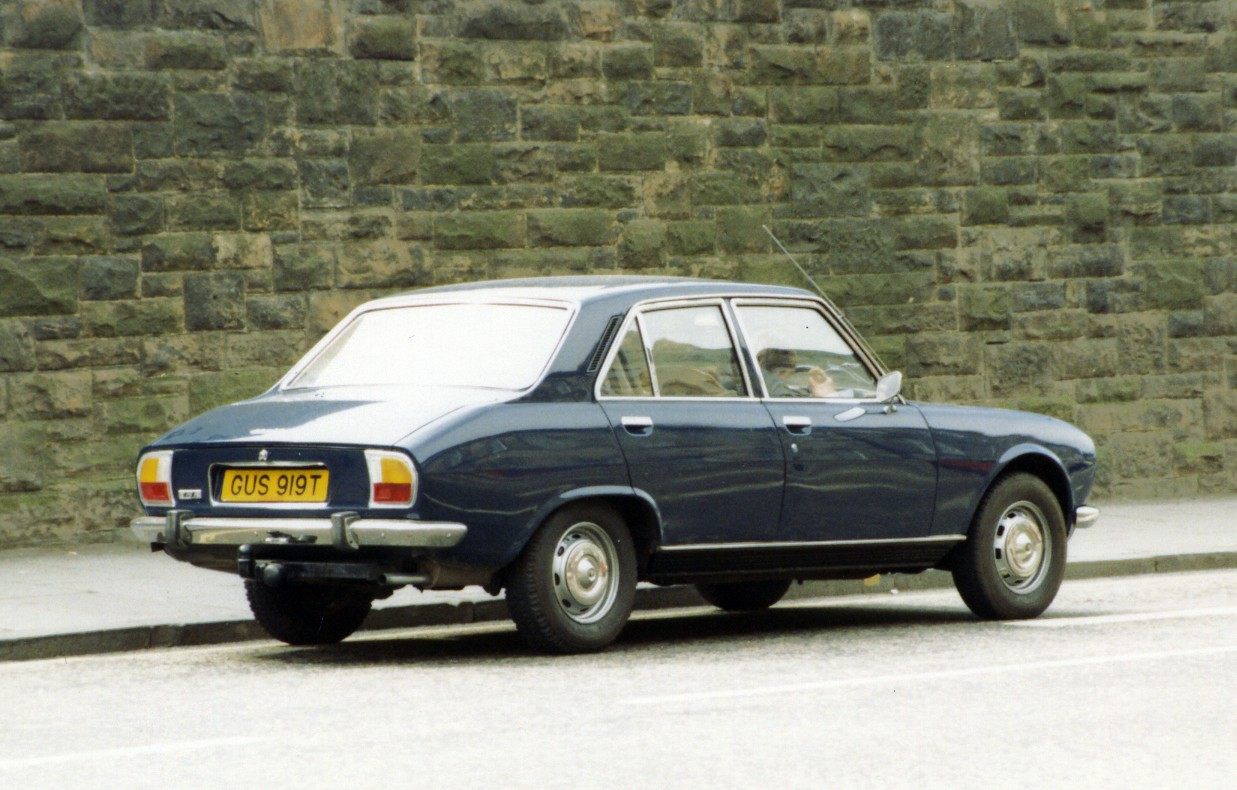
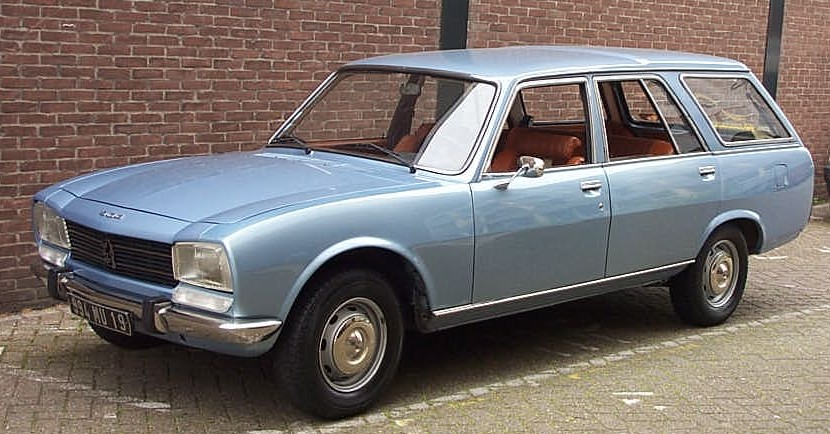
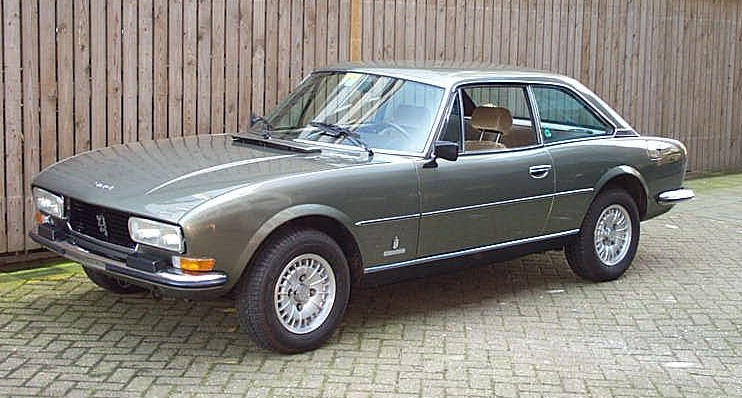
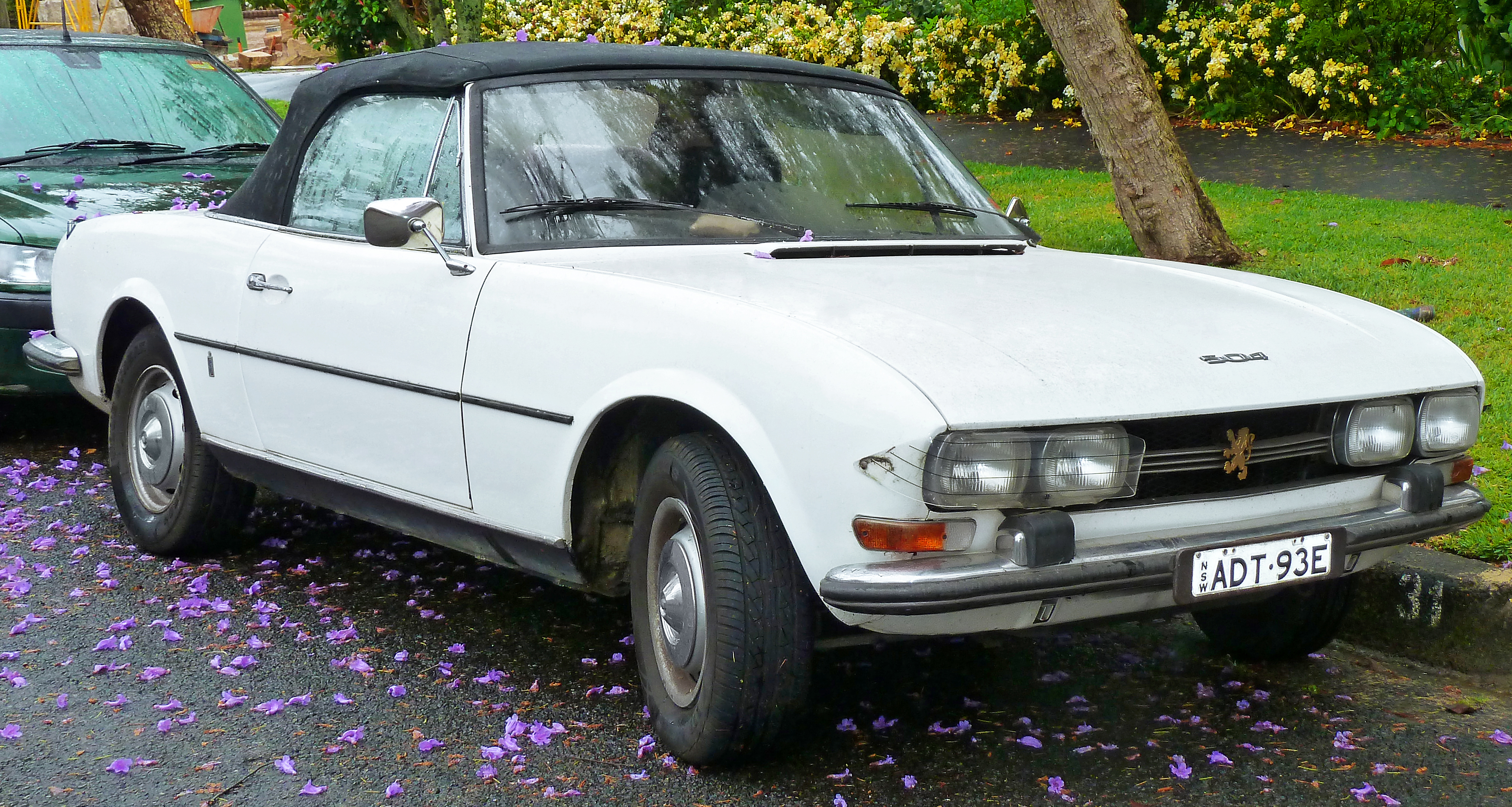
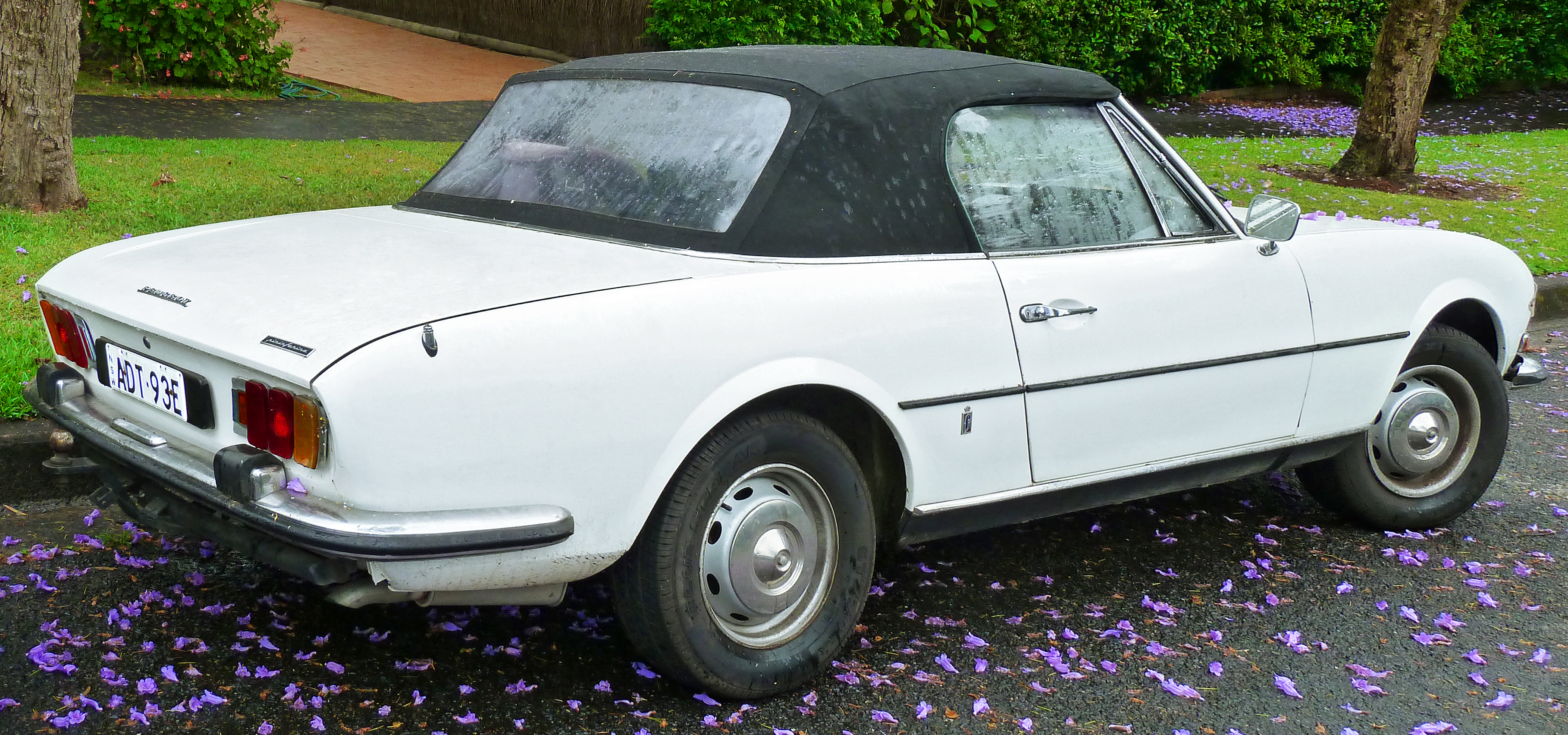
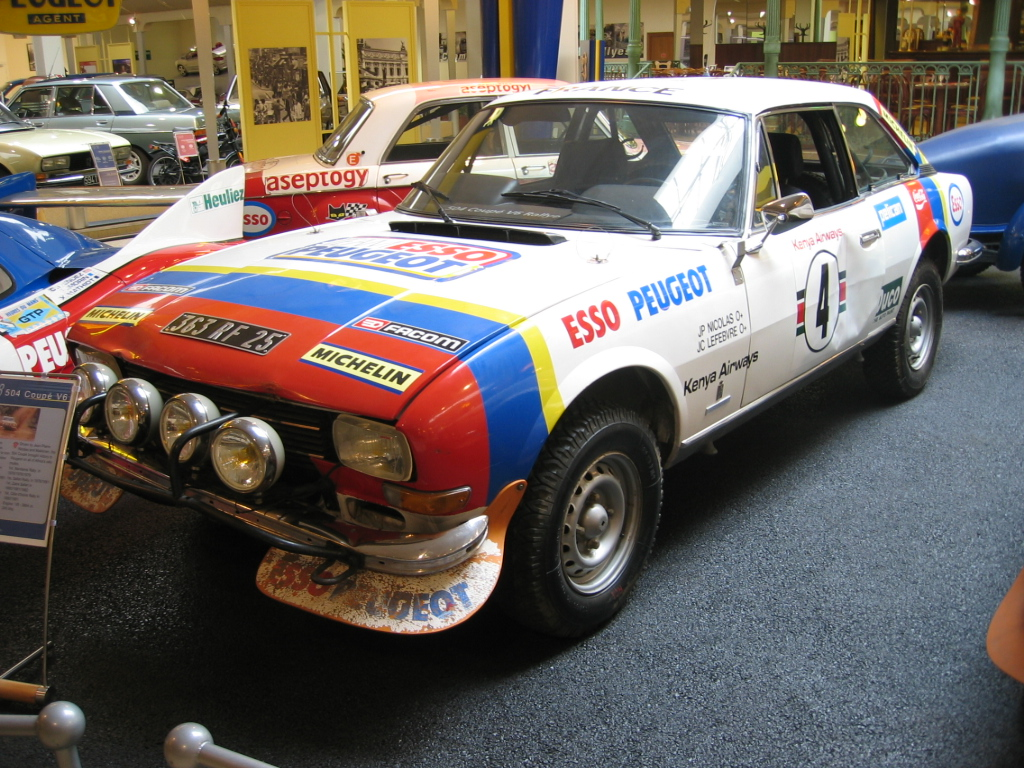
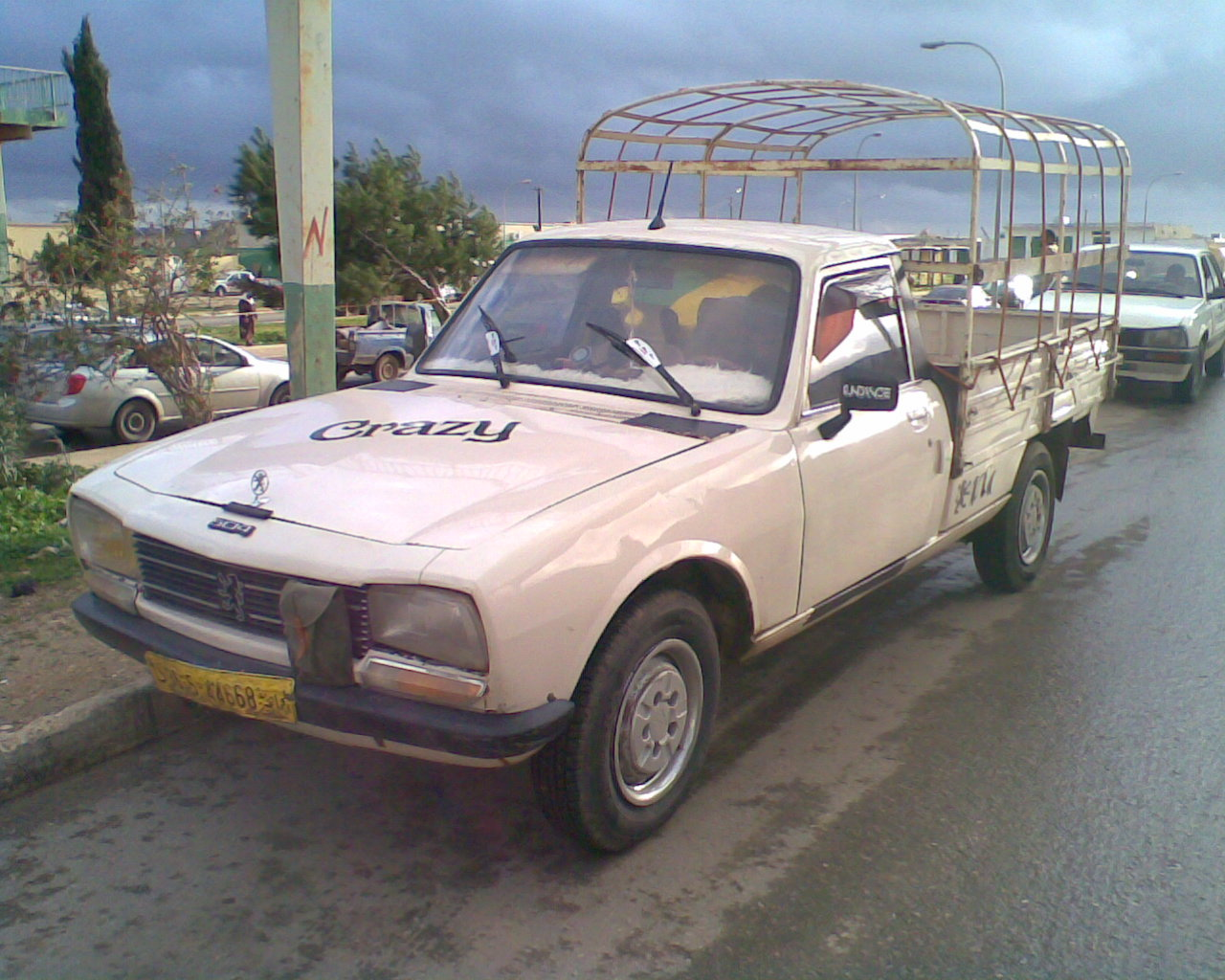